# Michael Hollmann

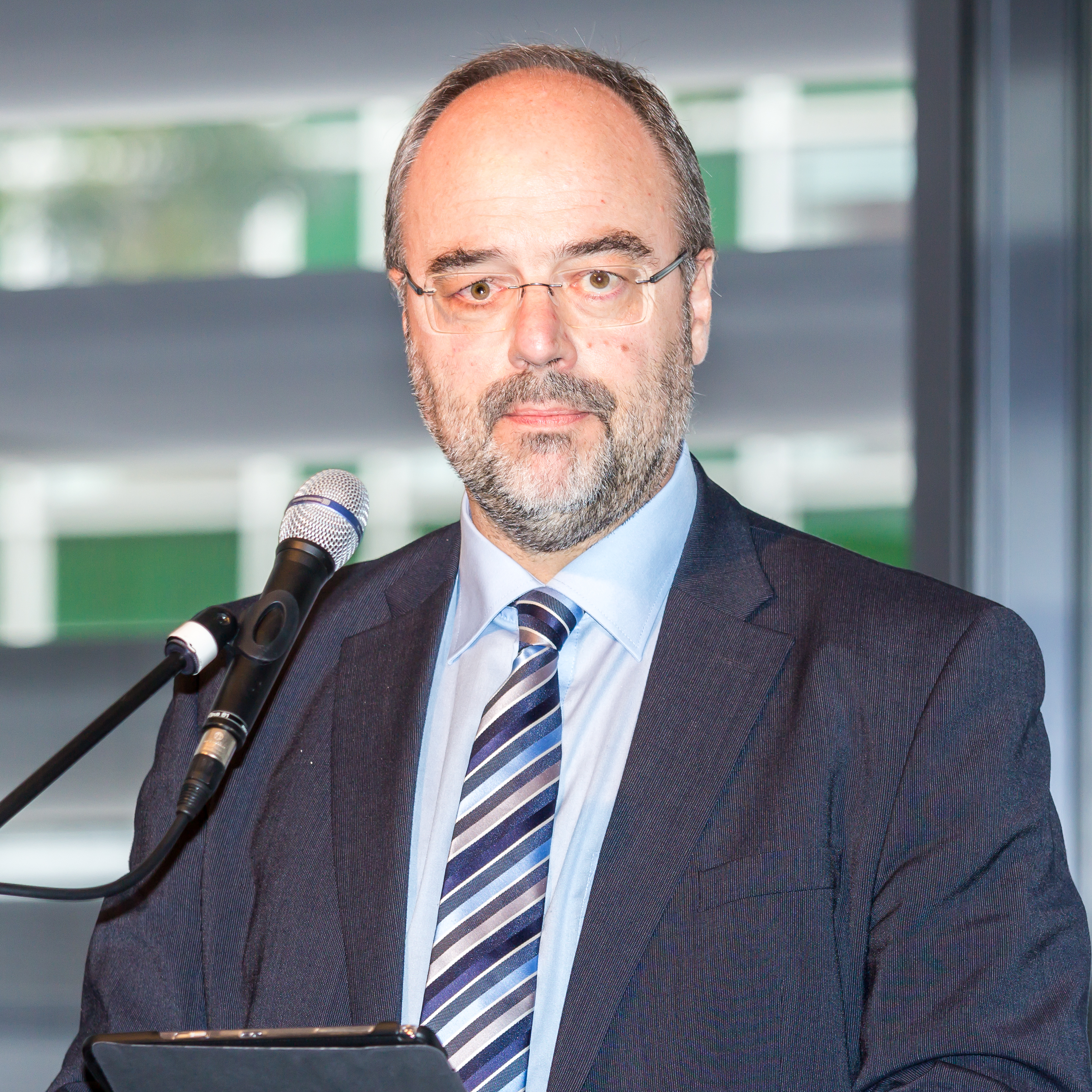
Michael Hollmann, 2015

Michael Hollmann (* 25. August 1961 in Aachen) ist ein deutscher Historiker und Archivar. Seit Mai 2011 ist er Präsident des Bundesarchivs.

## Leben
Hollmann absolvierte 1979 das Abitur am Eichendorff-Gymnasium in Koblenz. Er studierte von 1979 bis 1984 Geschichte, Germanistik und Pädagogik an der Johannes Gutenberg-Universität Mainz und schloss 1985 mit dem Staatsexamen ab. Nach der Promotion, über das Mainzer Domkapitel im späten Mittelalter, in Mainz (1988) absolvierte er von 1989 bis 1991 als Referendar des Bundesarchivs den archivarischen Vorbereitungsdienst an der Archivschule Marburg.
Nach der archivfachlichen Ausbildung leitete Hollmann im Bundesarchiv mehrere Referate in den Abteilungen „Fachliche Grundsatzangelegenheiten“, „Deutsches Reich“ und „Bundesrepublik Deutschland“ und wirkte darüber hinaus maßgeblich an der Weiterentwicklung der Informationstechnik des Bundesarchivs mit. Zuletzt leitete er als Abteilungspräsident den Bereich „Bundesrepublik Deutschland“ und vertrat in dieser Funktion das Bundesarchiv in verschiedenen nationalen und internationalen Gremien. Hollmann ist auch Sprecher der Allianz Schriftliches Kulturgut Erhalten.
2019 wurde Hollmann gemeinsam mit der Vizepräsidentin des Bundesarchivs, Andrea Hänger, als Chevalier in den Ordre des Arts et des Lettres aufgenommen. Im März 2021 wurde er von der Universität Mannheim zum Honorarprofessor ernannt.
Hollmann ist verheiratet und Vater von drei Kindern.

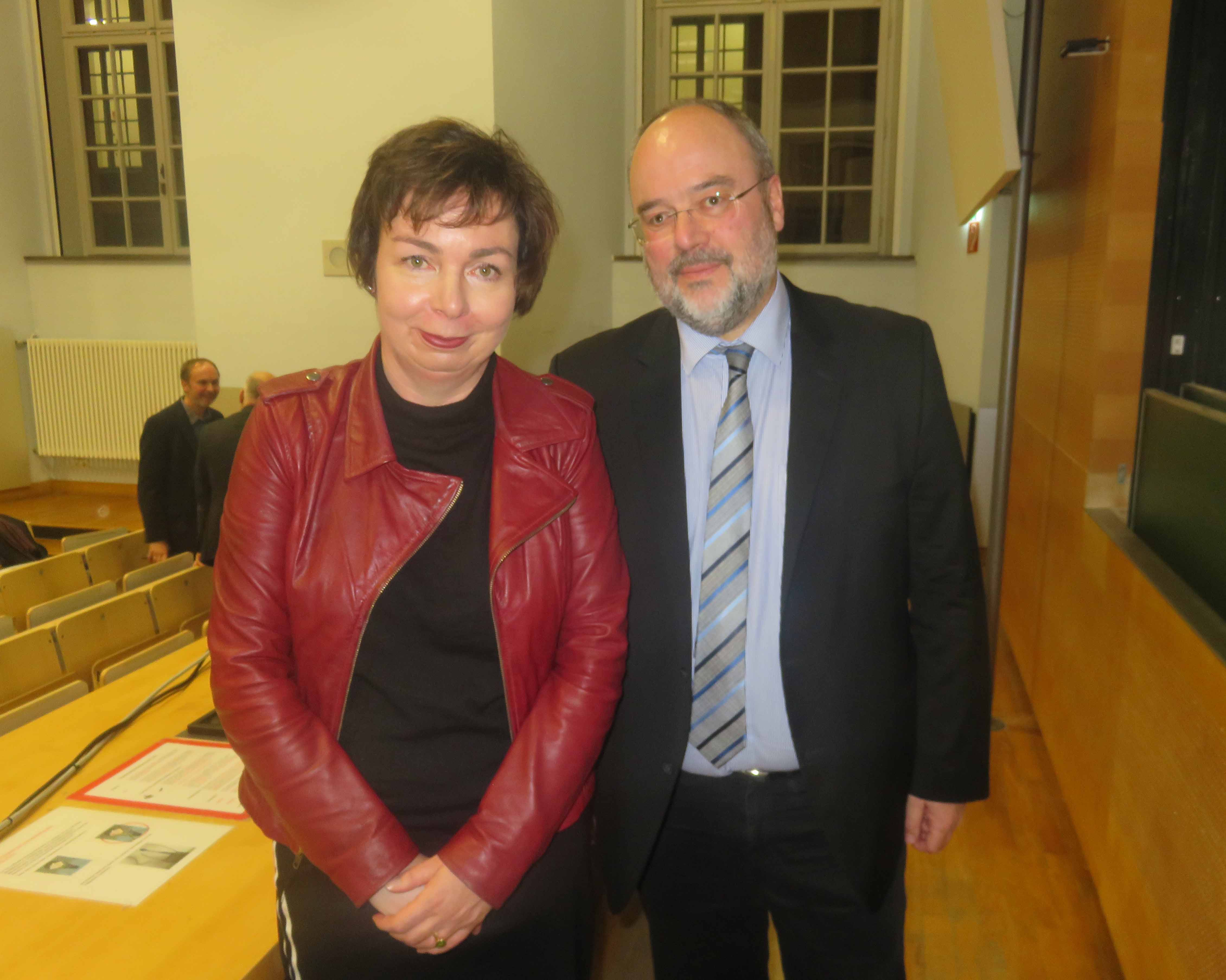
Michael Hollmann (re.) neben Bundesarchiv-Vizepräsidentin Andrea Hänger (2020)

## Schriften (Auswahl)
- Das Mainzer Domkapitel im späten Mittelalter (1306–1476), Verlag der Gesellschaft für Mittelrheinische Kirchengeschichte, Mainz 1990.
- mit Michael Wettengel: Nassaus Beitrag für das heutige Hessen Wiesbaden (= Hessen. Einheit aus der Vielfalt, Band 2), Hessische Landeszentrale für Politische Bildung Wiesbaden 1992, ISBN 3-927127-09-4.
- Besatzungszeit, Bundesrepublik Deutschland und Deutsche Demokratische Republik (1945–1969). Akten und persönliche Quellen (= Quellenkunde zur deutschen Geschichte der Neuzeit von 1500 bis zur Gegenwart, Band 7), Wissenschaftliche Buchgesellschaft, Darmstadt 2001, ISBN 3-534-12231-3.
- mit André Schüller-Zwierlein: Diachrone Zugänglichkeit als Prozess. Kulturelle Überlieferung in systematischer Sicht. de Gruyter, Berlin 2017, ISBN 978-3-11-055505-9.